# Trans-bent-Doppelbindung
Die trans-bent-Doppelbindungen sind Doppelbindungen, die nicht „wie gewöhnlich“ (z. B. in der Kohlenstoffchemie) planar sind, sondern geneigt (pyramidale Struktur zwischen Element E und den Resten R).
In der 14. Gruppe des Periodensystems ist ein Trend von der planaren Doppelbindung zur trans-bent-Doppelbindung zu beobachten. Während doppelt gebundener Kohlenstoff (fast) ausschließlich planar koordiniert ist, sind beim Silicium sowohl planare, wie auch trans-bent-Strukturen bekannt (woraus sich schließen lässt, dass für den Fall des Siliciums beide Bindungen energetisch ähnlich sind). Bei Germanium und Zinn sind bislang ausschließlich trans-bent-Strukturen theoretisch vorhergesagt und entdeckt worden. Der Bindungswinkel α nimmt in der Regel von Germanium zum Zinn zu.